# الدين في التشيك
| الدين في الجمهورية التشيكية (2011) | الدين في الجمهورية التشيكية (2011) | الدين في الجمهورية التشيكية (2011) | الدين في الجمهورية التشيكية (2011) | الدين في الجمهورية التشيكية (2011) |
| ---------------------------------- | ---------------------------------- | ---------------------------------- | ---------------------------------- | ---------------------------------- |
|                                    |                                    |                                    |                                    |                                    |
| غير معلن                           | غير معلن                           |                                    | 45.2%                              | 45.2%                              |
| لادينية                            | لادينية                            |                                    | 34.2%                              | 34.2%                              |
| الرومان كاثوليك                    | الرومان كاثوليك                    |                                    | 10.3%                              | 10.3%                              |
| الأديان الأخرى                     | الأديان الأخرى                     |                                    | 9.4%                               | 9.4%                               |
| البروتستانتية                      | البروتستانتية                      |                                    | 0.8%                               | 0.8%                               |

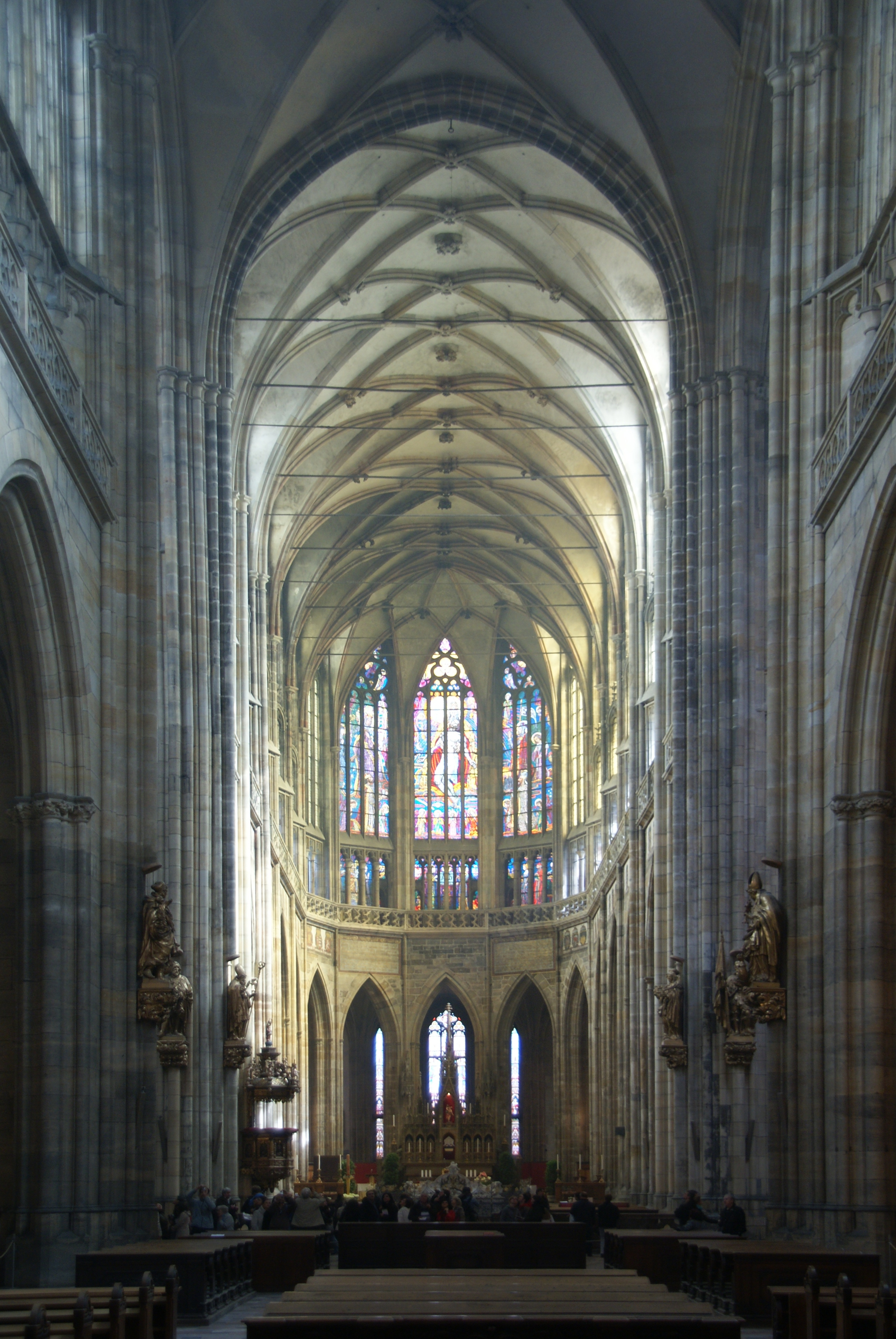

الدين في التشيك جمهورية التشيك واحدة من السكان الأقل تدينا على وجه الأرض. تاريخيا، اتسمت الشعب التشيكي بأنه «غير مبال تسامحا وحتى تجاه الدين». كان 10.3٪ وفقا لتعداد 2011، 34.2٪ من السكان وقال انه ليس لديهم دين، الرومان كاثوليك، البروتستانت 0.8٪ وكان (0.5 ثم الاخوة وقحة التشيكية٪ 0.4٪)، و9.4٪ غير ذلك من أشكال الدين على حد سواء المذهبية أو لا (منها أجاب 863 شخصا هم باقان؛ 45.2٪ من السكان لم تجب على سؤال حول الدين. من عام 1991 إلى عام. 2001 وكذلك انخفضت إلى 2011 الانضمام إلى الكاثوليكية الرومانية 39,0 حتي 26,8 ومن ثم إلى 10.3؛ البروتستانتية وبالمثل انخفضت من 3.7٪ إلى 2.1٪ ثم إلى 0.8٪.